# Recale
Recale é uma comuna italiana da região da Campania, província de Caserta, com cerca de 7.141 habitantes. Estende-se por uma área de 3 km², tendo uma densidade populacional de 2380 hab/km². Faz fronteira com Capodrise, Casagiove, Casapulla, Caserta, Macerata Campania, Portico di Caserta, San Nicola la Strada.

## Demografia
| Variação demográfica do município entre 1861 e 2011                               |
|                                                                                   |
| Fonte: Istituto Nazionale di Statistica (ISTAT) - Elaboração gráfica da Wikipedia |